# 에너지 조건
일반 상대성 이론에서 에너지 조건(energy條件, 영어: energy condition)은 물리적으로 "현실적인" 시공간의 리치 곡률이 만족시켜야 한다고 가정할 수 있는 여러 조건 가운데 하나이다.:§4.3:174–177 아인슈타인 방정식에 따라 시공간의 리치 곡률은 그 위에 존재하는 물질의 에너지-운동량 텐서로 주어지므로, 이는 물리적으로 "현실적인" 물질에 대한 조건으로도 볼 수 있다.

## 정의
−+++ 계량 부호수를 사용하자. 시공간 {\displaystyle (M,g)} 위에 에너지-운동량 텐서 {\displaystyle T_{\mu \nu }}가 주어졌다고 하자. 또한, 시공간은 시간 방향(time orientation)이 주어져 있다고 하자. 따라서, 모든 벡터를 미래 방향 시간꼴 벡터 · 과거 방향 시간꼴 벡터 · 미래 방향 영벡터 · 과거 방향 영벡터 · 공간꼴 벡터로 분류할 수 있다. 또한, 에너지-운동량 텐서의 대각합 {\displaystyle T=g^{\mu \nu }T_{\mu \nu }}을 정의하자. 그렇다면, 흔히 사용되는 5가지의 에너지 조건은 다음과 같다.:175
- 영벡터 에너지 조건(零vector energy條件, 영어: null energy condition, 약자 NEC)에 따르면, 모든 미래 방향 영벡터장 {\displaystyle u^{\mu }}는 다음 조건을 만족시킨다.
{\displaystyle u^{\mu }u^{\nu }T_{\mu \nu }\geq 0}

즉, 빛의 속력으로 움직이는 (무질량) 관찰자는 항상 음이 아닌 에너지 밀도를 관찰한다.
- 약한 에너지 조건(弱-energy條件, 영어: weak energy condition, 약자 WEC)에 따르면, 모든 미래 방향 시간꼴 벡터장 {\displaystyle v^{\mu }}는 다음 조건을 만족시킨다.
{\displaystyle v^{\mu }v^{\nu }T_{\mu \nu }\geq 0}

즉, 빛의 속력보다 느리게 움직이는 (유질량) 관찰자는 항상 음이 아닌 에너지 밀도를 관찰한다.
- 영벡터 우세 에너지 조건(零vector優勢energy條件, 영어: null dominant energy condition, 약자 NDEC)에 따르면, ① 약한 에너지 조건이 충족되며, 또한 ② 모든 미래 방향 영벡터장 {\displaystyle u^{\mu }}에 대하여, {\displaystyle -T^{\mu \nu }u_{\mu }}는 미래 방향 시간꼴 또는 영벡터로 구성된 벡터장이다. 즉, 두 번째 조건에 따르면, 빛의 속도로 움직이는 관찰자는 에너지-운동량이 빛보다 더 빨리 흐르는 것을 관찰할 수 없다. 이 조건은 우세 에너지 조건과 유사하나, 음의 우주 상수를 허용한다.[2]:175
- 우세 에너지 조건(優勢energy條件, 영어: dominant energy condition, 약자 DEC)에 따르면, ① 약한 에너지 조건이 충족되며, 또한 ② 모든 미래 방향 시간꼴 또는 영벡터로 구성된 벡터장 {\displaystyle v^{\mu }}에 대하여, {\displaystyle -T^{\mu \nu }v_{\mu }}는 미래 방향 시간꼴 또는 영벡터로 구성된 벡터장이다. 즉, 조건 ②에 따르면, 빛의 속력 이하로 움직이는 관찰자는 에너지-운동량이 빛보다 더 빨리 흐르는 것을 관찰할 수 없다. 조건 ②에 따르면, 등방 물질의 경우 압력이 항상 에너지 밀도보다 작아야 한다. 이는 물질에서 음속이 빛의 속력보다 더 작아야 하는 조건이다.[1]:91
- 강한 에너지 조건(強-energy條件, 영어: strong energy condition, 약자 SEC)에 따르면, 모든 미래 방향 시간꼴 벡터장 {\displaystyle v^{\mu }}는 다음 조건을 만족시킨다.
{\displaystyle v^{\mu }v^{\nu }(T_{\mu \nu }-Tg_{\mu \nu }/2)\geq 0}

즉, 강한 에너지 조건을 제외한 에너지 조건들은 다음과 같다.
| | 영벡터 에너지 조건 | 약한 에너지 조건 | 영벡터 우세 에너지 조건 | 우세 에너지 조건 |
| --- | ------------------ | ---------------- | ----------------------- | ---------------- |
| 영벡터 {\displaystyle u^{\mu }}에 대하여, {\displaystyle u^{\mu }u^{\nu }T_{\mu \nu }\geq 0}                        | O                  | O                | O                       | O                |
| 시간꼴 벡터 {\displaystyle v^{\mu }}에 대하여, {\displaystyle v^{\mu }v^{\nu }T_{\mu \nu }\geq 0}                   | X                  | O                | O                       | O                |
| 미래 영벡터 {\displaystyle u^{\mu }}에 대하여, {\displaystyle -u^{\mu }T_{\mu \nu }}는 미래 시간꼴 또는 영벡터      | X                  | X                | O                       | O                |
| 미래 시간꼴 벡터 {\displaystyle v^{\mu }}에 대하여, {\displaystyle -v^{\mu }T_{\mu \nu }}는 미래 시간꼴 또는 영벡터 | X                  | X                | X                       | O                |

### 평균 에너지 조건
위 에너지 조건들은 각 점마다 성립 여부를 결정할 수 있다. 그러나 이 조건들을 약화시켜, 주어진 세계선의 적분에 관한 에너지 조건들을 정의할 수 있다. 이들을 평균 에너지 조건(平均energy條件, 영어: averaged energy conditions)이라고 한다.:§2.2 (평균이 아닌 에너지 조건들은 양자 역학 효과에 의하여 미세하게 위배될 수 있지만, 평균 에너지 조건들은 양자 효과에 대하여 성립할 가능성이 더 높다고 여겨진다.)
시공간 {\displaystyle (M,g)}에서, 매끄러운 곡선 {\displaystyle \gamma \colon \mathbb {R} \to M} 가운데, 임의의 {\displaystyle t\in \mathbb {R} }에 대하여 속력 {\displaystyle {\dot {\gamma }}(t)\in \mathrm {T} _{x}M}이 미래 방향 시간꼴인 곡선들의 집합을 {\displaystyle {\mathcal {C}}_{\text{fut,time}}^{\infty }(\mathbb {R} ,M)}로 표기하자. 마찬가지로, 속력이 항상 미래 방향 영벡터인 곡선들의 집합을 {\displaystyle {\mathcal {C}}_{\text{fut,null}}^{\infty }(\mathbb {R} ,M)}로 표기하자.
- 평균 영벡터 에너지 조건(平均零vector energy條件, 영어: averaged null energy condition, 약자 ANEC)에 따르면, 모든 {\displaystyle \gamma \in {\mathcal {C}}_{\text{fut,null}}^{\infty }(\mathbb {R} ,M)}는 다음 조건을 만족시킨다.
{\displaystyle \int _{\mathbb {R} }{\dot {\gamma }}^{\mu }(t){\dot {\gamma }}^{\nu }(t)T_{\mu \nu }(\gamma (t))\;\mathrm {d} t\geq 0}
- 평균 약한 에너지 조건(平均弱-energy條件, 영어: averaged weak energy condition, 약자 AWEC)에 따르면, 모든 {\displaystyle \gamma \in {\mathcal {C}}_{\text{fut,time}}^{\infty }(\mathbb {R} ,M)}는 다음 조건을 만족시킨다.
{\displaystyle \int _{\mathbb {R} }{\dot {\gamma }}^{\mu }(t){\dot {\gamma }}^{\nu }(t)T_{\mu \nu }(\gamma (t))\;\mathrm {d} t\geq 0}

## 성질

### 인과 관계
이들 사이의 인과 관계는 다음과 같다. 여기서 X ⇒ Y는 X가 Y를 함의함을 뜻한다.
| DEC | ⇒ | NDEC | ⇒ | WEC | ⇒ | NEC |
|     |   |      |   |     |   | ⇑   |
| SEC |   |      |   |     |   |     |

이름과 달리, 강한 에너지 조건(SEC)은 약한 에너지 조건(WEC)을 함의하지 않는다.

### 이상 유체
에너지 밀도 {\displaystyle \rho }, 압력 {\displaystyle p}를 가진 이상 유체
{\displaystyle T^{\mu \nu }={\begin{pmatrix}\rho &0&0&0\\0&p&0&0\\0&0&p&0\\0&0&0&p\end{pmatrix}}}
의 경우 위 조건들은 다음과 같다.:176
- 영벡터 에너지 조건: {\displaystyle \rho +p\geq 0}
- 약한 에너지 조건: {\displaystyle \rho \geq 0}, {\displaystyle \rho +p\geq 0}
- 영벡터 우세 에너지 조건: {\displaystyle \rho \geq |p|} 또는 {\displaystyle \rho =-p}
- 우세 에너지 조건: {\displaystyle \rho \geq |p|}
- 강한 에너지 조건: {\displaystyle \rho +p\geq 0}, {\displaystyle \rho +3p\geq 0}

### 함의 관계
일반 상대성 이론에서, 시공간의 다양한 성질들을 증명하기 위해서는 대개 일종의 에너지 조건이 필요하다. 각종 주요 정리들을 증명하기 위해 필요한 에너지 조건들은 다음과 같다.:§3.1
- 영벡터 에너지 조건:
  - 블랙홀 열역학의 제2 법칙
  - ADM 질량은 음수가 될 수 없음
- 약한 에너지 조건:
  - 블랙홀 열역학의 제3 법칙 (블랙홀의 표면 중력을 유한한 시간 안에 0으로 만들 수 없음)
  - 공간의 위상은 변할 수 없음
- 우세 에너지 조건:
  - 블랙홀의 위상은 항상 구

### 위배
질량을 갖는 스칼라장(클레인-고르돈 방정식)은 (고전적으로) 강한 에너지 조건을 위배할 수 있다.:§3.2
양자 역학적 효과는 심지어 영벡터 에너지 조건도 위배할 수 있다고 생각된다. 그러나 각종 평균화 에너지 조건들은 양자 효과에 대하여 비교적 안전하다고 여겨진다.

## 같이 보기
- 일반 상대성 이론의 엄밀 해

## 참고 문헌
1. 1 2  Hawking, Stephen; Ellis, George Francis Rayner (1973). 《The large scale structure of space-time》 (영어). Cambridge: Cambridge University Press. ISBN 0-521-09906-4.
2. 1 2 3 4  Carroll, Sean M. (2003). 《Spacetime and geometry: an introduction to general relativity》 (영어). Addison-Wesley. ISBN 0805387323. 2014년 5월 5일에 원본 문서에서 보존된 문서. 2014년 4월 6일에 확인함.
3. 1 2  Visser, Matt; Barcelo, Carlos (2000년 9월). 〈Energy conditions and their cosmological implications〉.   Cotti, U.; Jeannerot, R.; Senjanovi, G.; Smirnov, A. 《COSMO-99: proceedings of the Third International Workshop on Particle Physics and the Early Universe, ICTP, Trieste, Italy, 27 September – 2 October 1999》 (영어). World Scientific. 98–112쪽. arXiv:gr-qc/0001099. Bibcode:2000ppeu.conf...98V. doi:10.1142/9789812792129_0014. ISBN 978-981-02-4456-9.
4. 1 2 3 4  Curiel, Erik (2017). 〈A primer on energy conditions〉.   Lehmkuhl, Dennis; Schiemann, Gregor; Scholz, Erhard. 《Towards a theory of spacetime theories》. Einstein Studies (영어) 13. Birkhäuser. arXiv:1405.0403. Bibcode:2014arXiv1405.0403C. doi:10.1007/978-1-4939-3210-8. ISBN 978-1-4939-3209-2. ISSN 2381-5833.